# Lac Brochet 197A
Lac Brochet 197A är ett reservat i Kanada.   Det ligger i provinsen Manitoba, i den centrala delen av landet, 2 300 km nordväst om huvudstaden Ottawa. Lac Brochet 197A ligger vid sjön Lac Brochet.
Trakten runt Lac Brochet 197A är nära nog obefolkad, med mindre än två invånare per kvadratkilometer.